# Ipomoea yaracuyensis
Ipomoea yaracuyensis är en vindeväxtart som beskrevs av J.R.Grande och W.Meier. Ipomoea yaracuyensis ingår i släktet praktvindor, och familjen vindeväxter. Inga underarter finns listade i Catalogue of Life.